# Metropolia Dżuby

Metropolia Dżuba na tle podziału Kościoła rzymskokatolickiego w Sudanie (2007): archidiecezja Dżuba (8) i jej sufraganie: Wau (3), Rumbek (4), Malakal (5), Tambura-Yambio (6), Yei (7), Torit (9).

Metropolia Dżuby – metropolia Kościoła rzymskokatolickiego w Sudanie Południowym, obejmująca terytorium całego kraju.
Metropolia Dżuba powstała w 1974 r. Obecnie obejmuje następujące administratury kościelne: 
- archidiecezja Dżuby
  - diecezja Bentiu
  - diecezja Malakal
  - diecezja Rumbek
  - diecezja Tombura-Yambio
  - diecezja Torit
  - diecezja Wau
  - diecezja Yei

Sieć diecezji jest znacznie gęstsza w Sudanie Południowym niż w samym Sudanie, ponieważ to na południu znajdują się główne skupiska katolików.
Od 2020 urząd metropolity sprawuje kard. Stephen Ameyu Martin Mulla.
Mimo secesji Sudanu Południowego biskupi obu Sudanów tworzą jedną konferencję episkopatu, której obecnie przewodniczy Yunan Tombe Trille Kuku Andali, biskup Al-Ubajjid.